# Крёкшино (деревня, Москва)
Крёкшино — деревня в Новомосковском административном округе города Москвы. Входит в состав района Внуково.
До 1 июля 2012 года была в составе Наро-Фоминского района Московской области.
Название деревни предположительно произошло от некалендарного личного имени Крекша.

## Население
| 1852 | 1859 | 1890 | 1899 | 1926 | 2002 | 2006 |
| ---- | ---- | ---- | ---- | ---- | ---- | ---- |
| 89   | ↗99  | ↗109 | ↘105 | ↗226 | ↘56  | ↗76  |
| 2010 |      |      |      |      |      |      |
| ↘63  |      |      |      |      |      |      |

Согласно Всероссийской переписи, в 2002 году в деревне проживало 56 человек (27 мужчин и 29 женщин); преобладающая национальность — русские (88 %). По данным на 2005 год, в деревне проживало 76 человек.

## История
В середине XIX века сельцо Крёкшино относилось к 1-му стану Звенигородского уезда Московской губернии и принадлежало генерал-майору Пашкову А. В., в сельце было 8 дворов, крестьян 40 душ мужского пола и 49 душ женского.
В «Списке населённых мест» 1862 года — владельческое сельцо 1-го стана Звенигородского уезда по левую сторону Смоленского тракта (из Москвы в Гжатск), в 25 верстах от уездного города и 8 верстах от становой квартиры, при пруде, с 8 дворами и 99 жителями (50 мужчин, 49 женщин).
По данным на 1899 год — деревня Перхушковской волости Звенигородского уезда с 105 жителями.
В 1913 году — 30 дворов.
По материалам Всесоюзной переписи населения 1926 года — деревня Митькинского сельсовета Перхушковской волости Звенигородского уезда в 7,5 км от Можайского шоссе и 6,4 км от платформы 36 км Белорусской железной дороги, проживало 226 жителей (107 мужчин, 119 женщин), насчитывалось 47 крестьянских хозяйств, имелась школа 1-й ступени.
В 1929—1930 годы — населённый пункт в составе Звенигородского района Московского округа Московской области.
1930—1963, 1965—2012 годы — в составе Наро-Фоминского района Московской области.
1963—1965 годы — в составе Звенигородского укрупнённого сельского района Московской области.

## Достопримечательности
В деревне располагалась усадьба Крёкшино. Там жил издатель Владимир Чертков, к другу дважды приезжал Лев Толстой. Там он написал рассказы «Приезжий и крестьянин», «Пора понять», «Разговор с приезжим», «В чём главная задача учителя?». Здесь он написал завещание, по которому большая часть его произведений должна принадлежать народу, а права на остальные получил Чертков. До нашего времени сохранились руины усадебного дома, парк и пруд.
Левады совхоза Крёкшино — место съёмок фильма «Свинарка и пастух». Крёкшинские свинарки обучали актёров правильному обращению с животными. Только потом начинались съёмки эпизодов. Ловко обращаться с поросятами получалось у Марины Ладыниной, которая играла главную героиню фильма — свинарку Глашу.
В деревне есть Парк Победы, памятник жителям, погибшим в Великой Отечественной войне, и братская могила.